# Журавлёв, Алексей Георгиевич
Алексей Георгиевич Журавлёв (22 февраля 1905, Тула — 30 июля 1989, Москва) — советский политработник, генерал-майор (1944).

## Биография
Родился 22 февраля 1905 г. в Туле в многодетной семье рабочего – потомственного слесаря-лекальщика и браковщика Тульских оружейных заводов. Трудовую деятельность начал с 14 лет. В 1919 году был учеником токаря. С июля 1921 года через биржу труда был послан на работу в тульский книжный склад (губколлектор), где работал сначала чернорабочим, затем помощником библиотекаря до августа 1923 года. С августа 1923 по август 1925 год работал библиотекарем в тульской губсовпартшколе. В феврале 1923 года вступил в ряды РКСМ. В 1925 году по окончании 2-й единой школы II ступени принят на учёбу в 1-й Московский Государственный Университет на хозяйственно-правовое отделение факультета Советского права. В 1929 году по окончании университета направлен на работу референтом в Высшую арбитражную комиссию при ЭКОСО РСФСР. В 1929 году вступил в ВКП(б).
25 января 1930 г. призван в РККА Тульским городским военным комиссариатом. В 1931 г. политрук 2-й учебной роты 1-го стрелкового полка Московской Пролетарской стрелковой дивизии. С октября 1932 г. по ноябрь 1933 г. преподаватель политэкономии и экономполитики СССР Московских курсов усовершенствования политсостава им. В.И. Ленина. С ноября 1933 г. по апрель 1935 г. инструктор политуправления Московского военного округа, с апреля 1935 г. по январь 1937 г. служил в должности военкома батальона в 51-м и 49-м стрелковых полках 17-й стрелковой дивизии. С февраля по октябрь 1937 года старший инструктор политотдела спецвойск Ярославского гарнизона. С октября 1937 г. до января 1939 г. начальник политсекретариата Ярославского мобилизационного округа. С февраля 1939 г. начальник политотдела 2-го стрелкового корпуса. В октябре 1939 года части 2-го стрелкового корпуса по договору с Латвийским правительством, возглавляемым премьер-министром Карлисом Ульманисом, были передислоцированы в Латвию. В конце декабря 1940 года направлен в Москву на Высшие курсы усовершенствования политсостава при Военной академии РККА им. М.В. Фрунзе, где пробыл до 22 июня 1941 года.
Начало Великой Отечественной войны встретил в должности начальника политотдела 2-го стрелкового корпуса. С 23 августа 1941 г. начальник политотдела 50-й армии. В середине октября 1941 года при возглавленном им прорыве из окружения под Гутовским Лесозаводом был тяжело ранен. С 12 января 1942 г. начальник политотдела 29-й армии. С введением в Вооружённых силах СССР в октябре 1942 г. единоначалия и отменой института военных комиссаров был переаттестован в полковника 5 декабря 1942 года. 2 февраля 1942 года 29-я армия была реорганизована в 1-ю танковую армию, которая с 25 апреля 1944 года была преобразована в 1-ю гвардейскую танковую армию. В этой должности пробыл до апреля 1948 года в Группе Советских войск в Германии.
С апреля 1948 года по февраль 1951 года – заместитель командующего Бронетанковыми и механизированными войсками Прибалтийского военного округа. С февраля 1951 года и до июня 1953 – начальник политотдела Высшей офицерской бронетанковой технической школы в городе Казань. С июня 1953 года по 1955 год обучался в Высшей Военной Академии им. К.Е. Ворошилова.
В отставке с 23 июня 1960 г.
С 1961 года преподаватель, а затем доцент кафедры истории КПСС Московского авиационного института им. Серго Орджоникидзе.
Автор книги воспоминаний «Крепче брони».
Скончался 30 июля 1989 года на 85-м году жизни в Москве. Похоронен на воинском участке Митинского кладбища.

### Воинские звания
- Полковой комиссар — 02.1939[3]
- Бригадный комиссар — 06.1942
- Полковник — 05.12.1942[2]
- Генерал-майор — 29.05.1944[2]

## Награды
- Орден Ленина (06.04.1945, 31.05.1945, 30.12.1956);
- Орден Красного Знамени (31.08.1941, 10.01.1944, 29.05.1944, 15.11.1950, 11.1956);
- Орден Кутузова II степени (25.08.1944);
- Орден Красной Звезды (06.11.1945);
- Медаль «За боевые заслуги» (03.11.1944);
- Медаль «За оборону Москвы» (01.04.1944);
- Медаль «За освобождение Варшавы» (09.06.1945);
- Медаль «За взятие Берлина» (09.06.1945);
- Медаль «За победу над Германией в Великой Отечественной войне 1941—1945 гг.» (09.05.1945);
- Крест заслуги (24.04.1946).[1]

## Семья
Дочь Валентина была первой женой журналиста Ярослава Голованова. Внуки Василий Голованов (1960—2021) и Александр Голованов (род. 1965).